# ホーマー・ケラー
ホーマー・ケラー（Homer Keller、1915年2月17日 - 1996年5月12日）は、アメリカ合衆国の作曲家。
カリフォルニア州オックスナード出身で、家系はスイス系ドイツ人である。
イーストマン音楽学校でハワード・ハンソンに師事した。はじめミシガン大学の教壇に立ったが、1958年にオレゴン大学に移り、1976年に引退した。多くの学生を育て、オレゴン大学ではジョン・アップルトンとともに電子音楽スタジオを創設した。

## 作品
- ピアノのためのソナチナ（1935）
- 交響曲第1番イ短調（1938）
- 室内交響曲（1941）
- ファゴットとピアノのためのソナチナ（1941）
- ピアノのための6つのプレリュード（1947）
- ピアノのためのソナチナ第2番（1947）
- 交響曲第2番（1948）
- 合唱とオーケストラのためのマニフィカト（1948）
- ヴィオラとピアノのためのソナタ（1951）
- オルガンのためのソナタ（1952）
- フルートとピアノのためのソナタ（1953）
- 交響曲第3番（1956）
- 弦楽四重奏曲（1958）
- ヴァイオリンとハープシコードのためのデュオ（1960）
- ピアノのためのソナタ（1972）
- チェロとピアノのためのソナタ（1977）